# الإمبراطور تشواي
الإمبراطور تشواي (باليابانية: 仲哀天皇 تشواي تينو) هو الإمبراطور الرابع عشر في اليابان حسب قائمة أباطرة اليابان. لا يوجد أي تواريخ محددة عن فترة حياته أو حكمه.

## اقرأ أيضا
- إمبراطور اليابان
- قائمة أباطرة اليابان